# Марциал Овернский
Марциа́л Ове́рнский (фр. Martial d'Auvergne, лат. Martialis Arvernus; около 1430, Париж — 13 мая 1508) — французский писатель

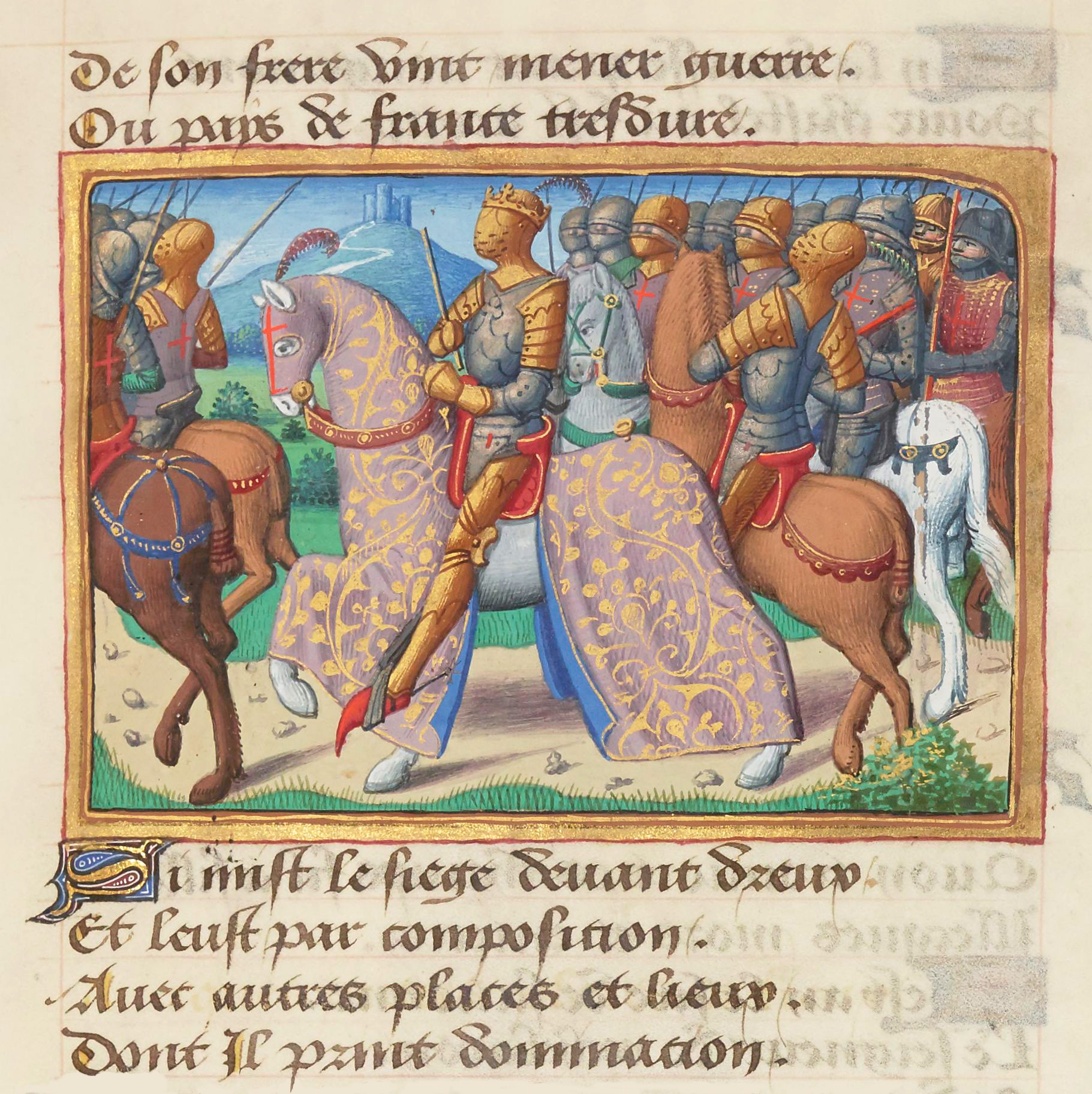
Король Карл VII в походе. Миниатюра из «Вигилий» Марциала Овернского (1484)

, поэт и хронист XV века, один из летописцев заключительного периода Столетней войны.

## Биография

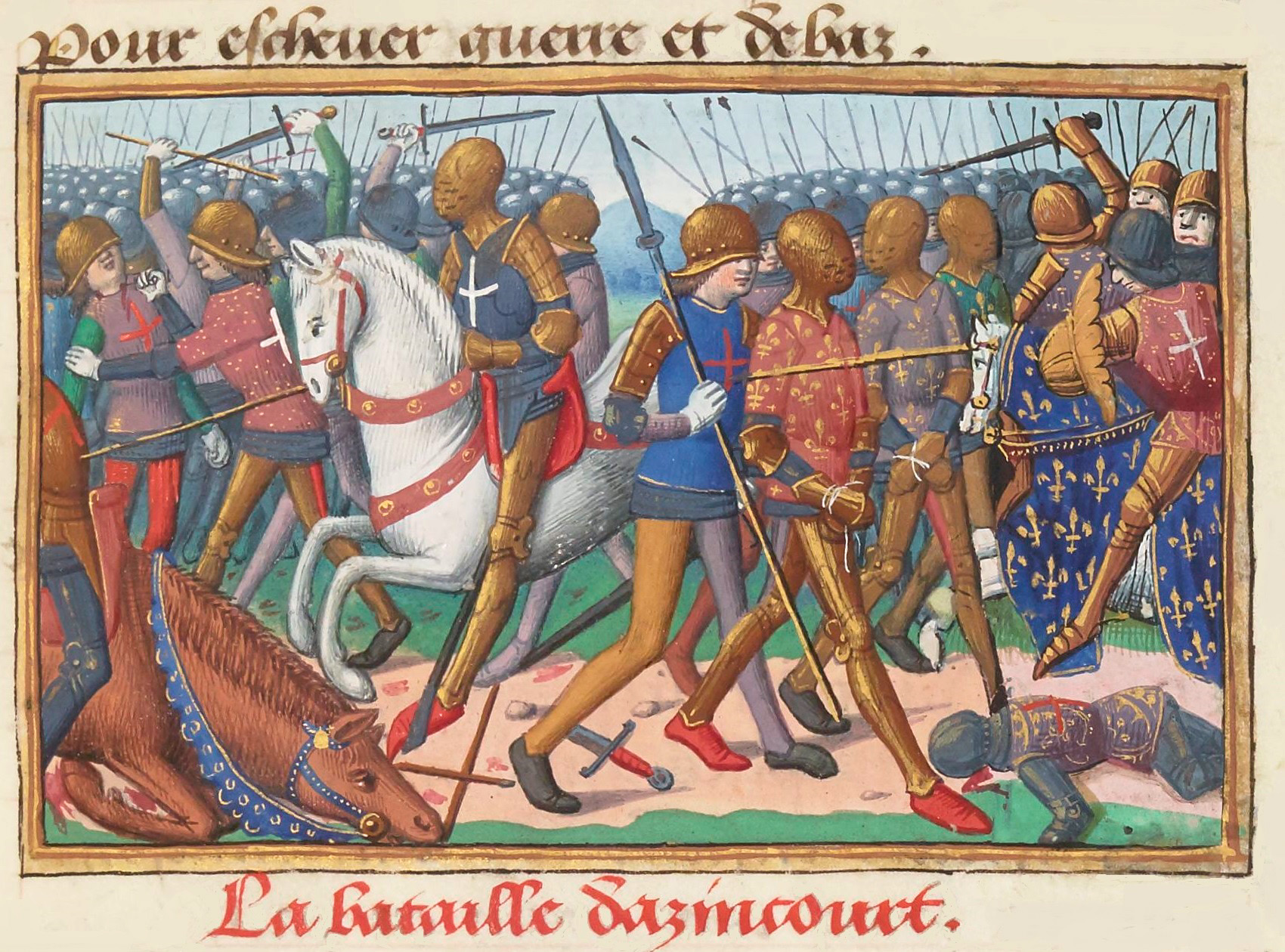
Битва при Азенкуре (1415). Миниатюра из «Вигилий» Марциала Овернского

Родился около 1430 года в историческом центре Парижа Сите в зажиточной семье потомственных судейских, происходящей из Оверни. Пойдя по стопам своего отца, работал нотариусом в Шатле, а с 1458 года служил прокурором в Парижском парламенте.
Его современник Жан де Руа в своей «Скандальной хронике» сообщает, что 24 июня 1466 года, вскоре после собственной свадьбы, он впал в безумное состояние, выбросился из окна и сломал себе бедро. По-видимому, это событие стало причиной резкого усиления религиозности Марциала.
В 1487 году он был нанят монахинями женского цистерцианского аббатства Мобюиссон близ Понтуаза.

## Сочинения

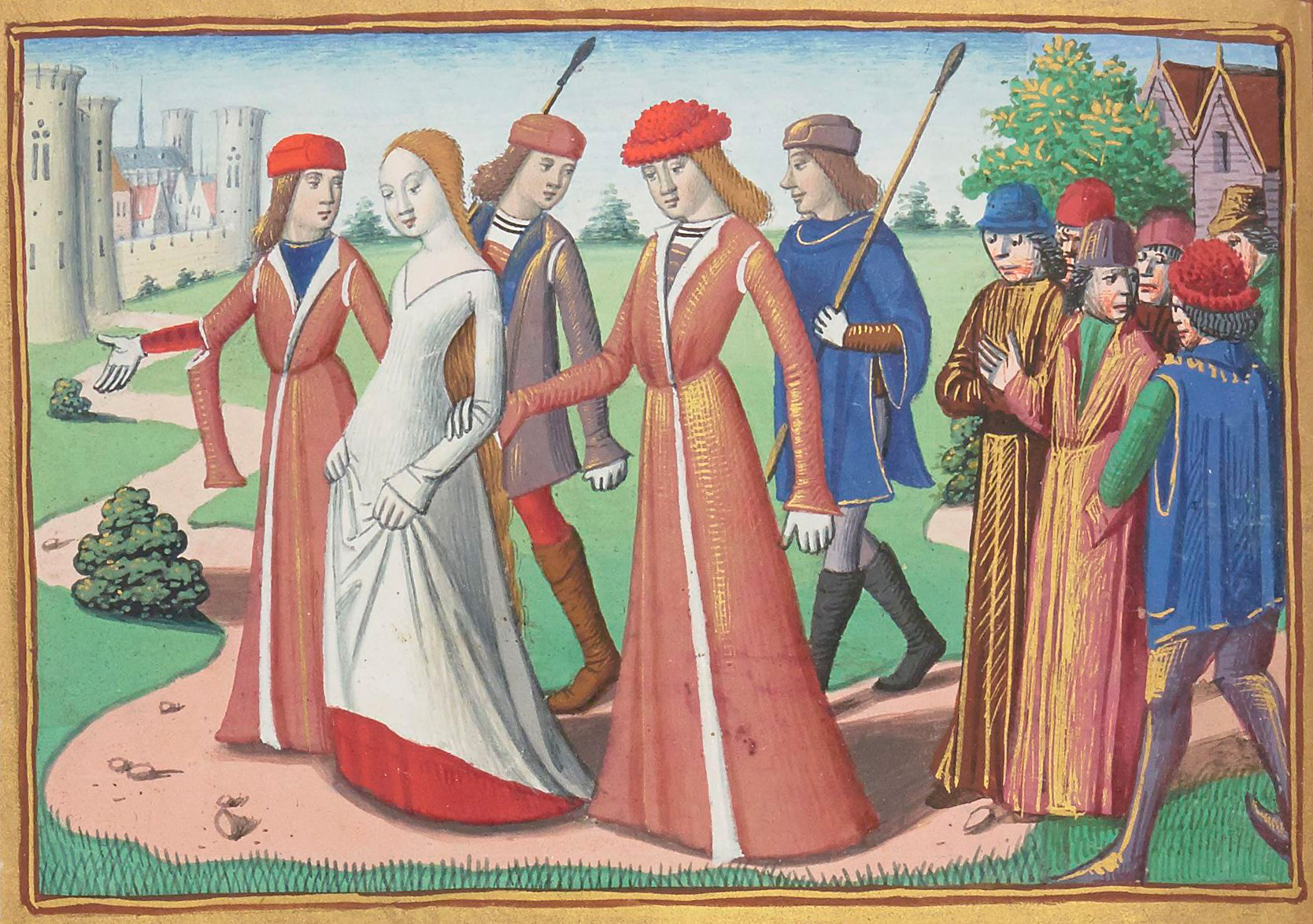
Жанна д'Арк, следующая на встречу с дофином Карлом в Шинон (1429). Миниатюра из «Вигилий» Марциала Овернского

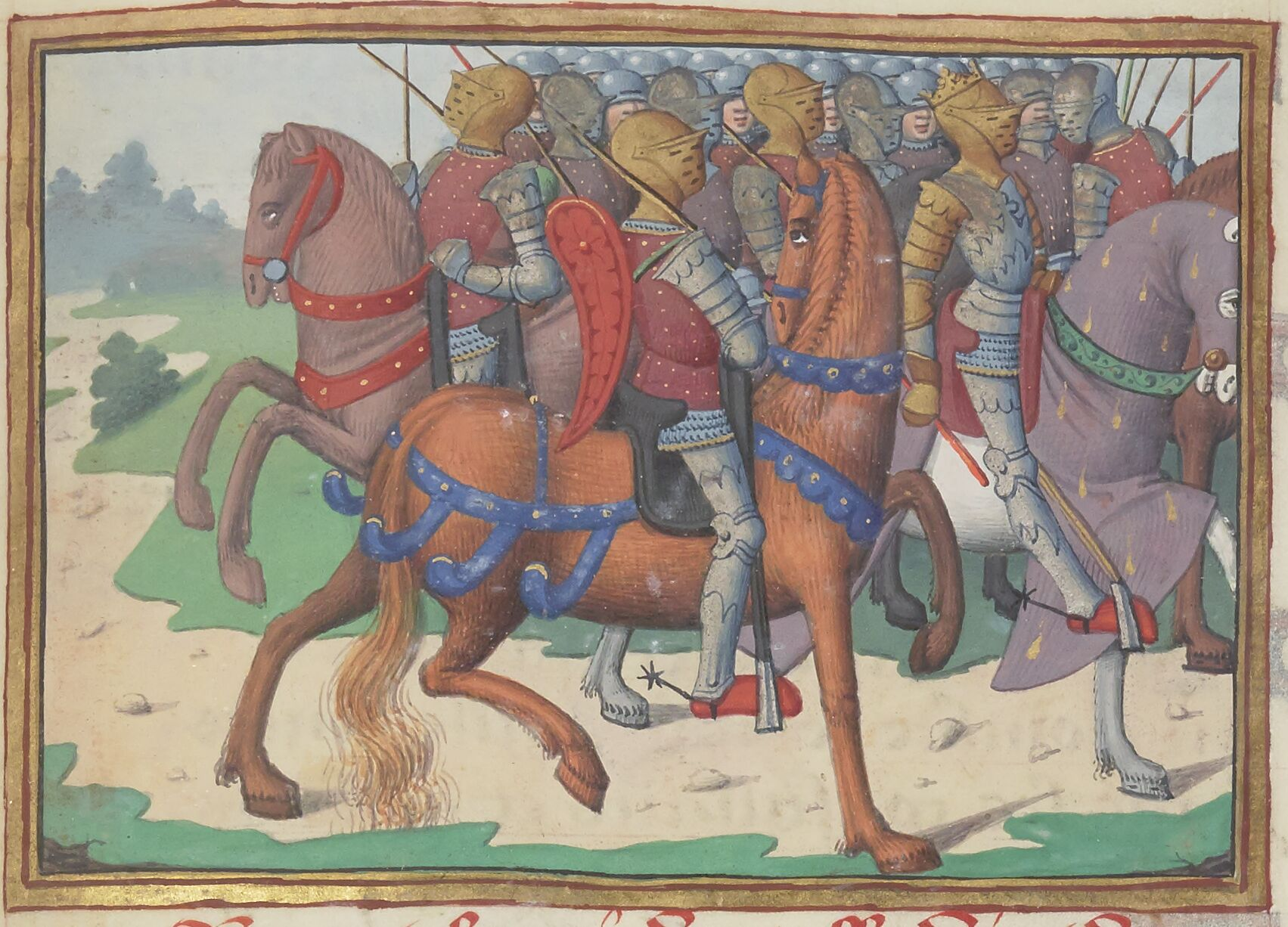
Рене Анжуйский с войском. Миниатюра из «Вигилий» Марциала Овернского

Наиболее значительным произведением Марциала, ценным преимущественно в качестве источника о заключительном периоде Столетней войны, являются «Вигилии на смерть короля Карла VII» (фр. Les Vigiles de la mort du roi Charles VII) — рифмованная хроника, посвящённая деяниям этого французского монарха. Первая её редакция написана была в 1472 году, а вторая, расширенная, создавалась между 1477 и 1483 годами. «Вигилии» включают около 7 000 стихов и состоят из девяти восьмисложных псалмов и самой рифмованной летописи, текст которой перемежается девятью примерами, или лирическими отступлениями. В апологетическом духе «Вигилии» последовательно излагают историю прихода к власти и правления Карла VII, уделяя главное внимание его войне с англичанами и бургундцами, а также восстановлению французской власти в Нормандии и Гиени.
Сохранилось две полные рукописи хроники конца XV века из Национальной библиотеки Франции (Париж) и библиотеки Музея Конде в замке Шантийи. Впервые она была напечатана Жаном дю Пре в Париже в 1493 году, и в 1500-м там же переиздана Пьером Ле Кароном. Первая научная её публикация в двух томах осуществлена в 1724 году.
Из остальных произведений Марциала известны:
- «Суды Любви» (фр. Les Arrêts d’amour) — написанное в 1460 году прозаическое сочинение, в сатирическом духе описывающее своеобразный судебный процесс по амурным делам, развивающее поэтический цикл Алена Шартье «Безжалостная красавица». Став одной из наиболее знаменитых книг позднего Средневековья, выдержало только до 1734 года 35 изданий.
- «Похвальное слово блаженной Деве Марии» (фр. Les Louenges de la benoiste Vierge Marie, или Les devotes louanges de Nostre Dame) — религиозное стихотворение, посвященное Богородице (1492).
- «Житие и успение Девы Марии» (фр. Le trespassement et l'assumption de Nostre Dame).
- «Женская пляска смерти» (фр. La danse macabre des femmes) — поэма, приписываемая Марциалу некоторыми исследователями.
- «Любовник, ставший монахом от любовных страданий» (фр. L'Amant rendu cordelier à l'Observance d'amour, 1490) — авторство Марциала в отношении этой поэмы подвергается сомнению.